# Domnița (okręg Jassy)
Domnița – wieś w Rumunii, w okręgu Jassy, w gminie Țibana. W 2011 roku liczyła 2539 mieszkańców.